# Ватикански музеји
Ватикански музеји (итал. Musei Vaticani; лат. Musea Vaticana) су галерије и комплети уметничких дела у власништву Римокатоличке цркве доступни јавности у самом ватиканском граду. Музеји приказују радове из огромне колекције изграђене од стране папа током векова, укључујући неке од најпознатијих класичних скулптура и најважнијих ремек дела ренесансне уметности у свету. Музеји садрже око 70.000 дела, од којих је 20.000 изложено, и тренутно запошљавају 640 људи који раде у 40 различитих административних, научних и рестаураторских одељења.
Папа Јулије II, изабран за папу 1503. године, основао је музеје у раном 16. веку. Сикстинска капела, чији је плафон украсио Микеланђело и Рафаелове собе (итал. Stanze di Raffaello) које је украсио Рафаело, налазе се у склопу руте за посетиоце музеја. Много касније, остали званичници Римокатоличке цркве су допуњавали музеје различитим колекцијама уметничких дела. Овај комплекс музеја састоји се из различитих зграда тематских музеја, црквених зграда, галерија, монумената и башти. Комплексу такође припада и Библиотека Ватикана, једна од највећих и најзначајнијих библиотека на свету.
Ватиканске музеје је 2022. посетило 5.080.866 особа, 215 одсто више него 2021. године, али и даље испод посећености пре Ковида. Они су заузели друго место на Листи најпосећенијих музеја уметности у свету, после Лувра.
Укупно постоје 24 галерије или собе, а Систинска капела је последња посећена просторија у Музеју.

## Опште информације
Има 54 галерије укупно, са значајном Сикстинском капелом, која је уједно и последња сала у музеју. Музеји садрже приближно 70.000 радова, од којих је 20.000 изложено, и тренутно запошљава 640 људи који раде у 40 различитих административних, научних и рестаурацијских одељења.
Више од 18 милиона посетилаца сваке године диви се делима у чак 7 км дугачким собама и ходницима музеја. Управо зато, Ватикански музеји су на четвртом месту најпосећенијих музеја на свету према подацима из 2015.
У 2017. години, званични сајт и присуство музеја на друштвеним мрежама је потпуно адаптирано, у складу са важећим стандардима за модерне сајтове. Према одлуци папе Фрања, дана 1. јануара 2017. Барбара Јата је постала директорка Ватиканског музеја, замењујући Антонија Паолучија који је био директор од 2007.

## Историја
Музеји воде порекло од приватне колекције уметничких дела које је кардинал Ђулијано дела Ровере преселио на врт Белведере Инокентија VIII, Срећна Венера (Venus Felix), Река Нил, Река Тибар, Успавана Аријадна и група Лаокон и његови синови. Скулптура Лаокон и његови синови је откривена 14. јанада је 1503. године постао папа Јулије II. Двориште тог здања сада познатог као Октагонална тераса, украшено је скулптурама: Белведерски Аполонуара 1506, у винограду у близини базилике Свете Марије Велике (итал. Santa Maria Maggiore) у Риму. Папа Јулије II упутио је Ђулијана да Сангала и Микеланђела Буонаротија који су радили у Ватикану да испитају откриће. По њиховој препоруци, папа је одмах купио скулптуру од власника винограда. Скулптура Лаокон и његови синова постала је доступна јавности у Ватикану тачно месец дана након њеног открића.
Бенедикт XIV је основао Museum Christianum, и неке од ватиканских збирки формирале су Латерански музеј, који је Пије IX основао декретом 1854.
Нове зграде и ходници са галеријама су подигнуте током времена доласком других папа, који су развијали и проширивали музеје различитим колекцијама. Уметничка дела долазила су и из великих италијанских породица које су имале традицију прављења колекција и поклањања кардиналима пореклом из њихових редова. С друге стране, уметничке збирке су обогаћене захваљујући благу римских катакомби, радовима у базилици Светог Петра и Сан Хуан де Летран, као и археолошким ископавањима на римском тлу које је било окупирано Етрурцима и касније Римљанима за време Августа.
Музеји су прославили 500. годишњицу у октобру 2006. године трајним отварањем екскавације некрополе ватиканског брда за јавност. У фебруару 2000. године, монументални улаз је отворен у тврђави северно од зидина Ватикана (у близини старог улаза који је направио 1932. Ђузепе Момо) са спиралним степеницама чије ограде је дизајнирао Антонио Мараини.
Барбара Јата је 1. јануара 2017. постала директорка Ватиканских музеја, заменивши Антонија Паолучија који је био директор од 2007.

## Делови Ватиканских музеја
Ватикански музеји, с правом се називају у множини, јер то је заправо збирка музеја и колекција дела. Тренутно они обухватају: музеје и окружења ватиканске Палате отворене за посетиоце.

### Музеји
- Пинакотека Ватикана: Збирка је била смештена у Апартману Борџија док Папа Пије XI није наредио изградњу одговарајуће зграде коју је дизајнирао Лука Белтрами; садржи дела сликара као што су Ђото, Леонардо, Рафаело и Каравађо. Колекција модерне религиозне уметности: прикупља дела уметника као што су Френцис Бејкон, Карло Кара, Марк Шагал, Салвадор Дали, Ђорђо Де Кирико, Пол Гоген, Василије Кандински, Хенри Матис и Винсент ван Гог.
- Музеј Пио-Клементино: папа Клемент XIV основао га је 1771, и првобитно је коришћен за прикупљање античких и ренесансних дела; његову колекцију је проширио његов наследник папа Пије VI, а данас је чине античке грчке и римске скулптуре.
- Мисионарско-етнолошки музеј: Основао га је папа Пије XI 1926, музеј је отворен за дела углавном религиозне природе, из свих делова света; састоји се углавном од поклона папама.
- Грегоријански египатски музеј: Основао папа Гргур XVI, ту је смештена велика збирка артефаката древног Египта, изложба укључује папирус, мумије, чувену Књигу мртвих и Граси колекцију.
- Грегоријански етрурски музеј: Основао папа Гргур XVI 1836. године, овај музеј има осам галерија и садржи важне етрурске проналаске археолошких ископавања,[20] између осталог бродове, саркофаге, бронзани натписи Гуглиелми колекције.
- Кјарамонти музеј: Носи име папе Пија VII Кјарамонтија, који је основао музеј почетком деветнаестог века. Састоји се од великих лучних галерија у којима су изложене многобројне скулптуре, саркофази и украси. Ново крило, подигао је Рафаел Стерн, власник чувене статуе Август из Прима Порте. Други део музеја је Галерија Лапидарија, која садржи више од 3000 табли и камених натписа и представља највећу колекцију ове врсте предмета на свету. Међутим, музеј је отворен за посетиоце само на захтев, обично за потребе студената.

### Ватиканске палате
- Галерије: Galleria Lapidaria, Ново крило (Braccio Nuovo), Галерија свећњака (Galleria dei Candelabri), Галерија таписерија (Galleria degli Arazzi), Галерија мапа (Galleria delle carte geografiche)
- Капеле: Сикстинска капела, Капела Николина, Капела Урбана VIII
- Собе и сале: Сала двоколица (Sala della biga), Апартман сан Пија V, Собјескијева сала (Sala Sobieski), Богородичина сала (Sala dell'Immacolata), Рафаелове собе (Stanze di Raffaello), Рафаелова лођа (Loggia di Raffaello), Сала светлости и сенке (Sala dei Chiaroscuri), Апартман Борџија

### Ватиканска пинакотека
Уметничка галерија је била смештена у Апартману Борџија док Папа Пије XI није наредио изградњу одговарајуће зграде. Нова зграда, коју је дизајнирао Лука Белтрами, инаугурисана је 27. октобра 1932.
Дела музеја укључују:
- Стефанески Триптих, Ђото
- Седам дела милосрђа, Оливучо ди Чикарело
- Фолињска богородица, Одски олтар и Преображење, Рафаело
- Свети Жером у дивљини, Леонардо да Винчи
- Полагање Христа у гроб, Каравађо
- Богородица и дете са свецима и Васкрсење Сан Франческа Ал Прата, Перуђино
- Крунисање Марсупинија, Филипо Липи
- Јан III Собјески у Бечу, Јан Матејко

### Збирка савремене религиозне уметности
Збирка савремене религиозне уметности је додата 1973. године, а у њој се налазе слике и скулптуре од уметника као што су Карло Кара, Винсент ван Гог, Марк Шагал, Пол Кле, Салвадор Дали и Пабло Пикасо.

### Музеји скулптура
Група музеја обухвата неколико музеја скулптура који окружују двориште Белведере.